# Cròniques Lituanes
Les Cròniques lituanes (en lituà: Lietuvos metraščiai) són tres redaccions de les cròniques compilades del gran ducat de Lituània. Totes les redaccions van ser escrites en el llenguatge de l'antic eslau i al servei de les necessitats del patriotisme lituà.
- La primera edició, compilada el 1420, glorifica Vytautas el Gran i el suport a les seves lluites de poder.
- La segona redacció, preparada a la primera meitat del segle xvi, comenta el mite de l'origen lituà romà: es dona una fantàstica genealogia de Palemó, un noble de l'Imperi Romà que va fundar el gran ducat. Aquest noble origen dels lituans era important per la rivalitat cultural amb el Regne de Polònia.
- La tercera redacció, només coneguda mitjançant la Crònica Bychowiec, a part que elabora encara més la llegenda, també proporciona informació útil sobre la segona meitat del segle xv.

Les tres redaccions són els primers relats històrics coneguts produïts al gran ducat, que van donar lloc a la historiografia de Lituània. Tots els historiadors medievals van utilitzar aquestes cròniques, de les quals hi ha 22 transcripcions conegudes, com a base per a les seves publicacions i alguns dels mites creats en les cròniques han persistit fins a començament del segle xx.